# Karl-Heinz Kuzmierz
Karl-Heinz Kuzmierz (* 20. September 1946; † 23. Dezember 2012) war ein deutscher Fußballspieler.

## Karriere
Kuzmierz kam in der Bundesliga für den FC Schalke 04 in zwei Spielen zum Einsatz. In der Saison 1970/71 gab er am 14. Spieltag gegen Rot-Weiß Oberhausen sein Debüt. Er wurde von Trainer Slobodan Čendić zur zweiten Halbzeit für Alban Wüst eingewechselt, das Spiel wurde 2:0 gewonnen. Am 17. Spieltag bestritt er sein letztes Spiel in der Bundesliga: Beim 0:0 gegen Werder Bremen wurde er in der 82. Minute für Manfred Pohlschmidt eingewechselt.